# Индустриальный (Саратовская область)
Индустриа́льный — посёлок в Екатериновском районе Саратовской области. Административный центр Индустриального муниципального образования. Основан в 1924 году.

## География
Посёлок находится на расстоянии примерно 7 км (по прямой) к северу от посёлка Екатериновка, административного центра района.

### Часовой пояс
Посёлок Индустриальный, как и вся Саратовская область, находится в часовой зоне МСК+1. Смещение применяемого времени относительно UTC составляет +4:00.

## Население
| 2002 | 2010  |
| ---- | ----- |
| 1283 | ↗1332 |

### Национальный состав
Согласно результатам переписи 2002 года, в национальной структуре населения русские составляли 92 % из 1283 чел.

## Улицы
| - ул. Восточная, - ул. Горная, - ул. Зелёная, - ул. Кооперативная, - ул. Луговая, - ул. Молодёжная, | - ул. Набережная, - ул. Нагорная, - ул. Новая, - ул. Озёрская, - ул. Первомайская, - ул. Прудовая, | - ул. Садовая, - ул. Северная, - ул. Советская, - ул. Чернышевская, - ул. Школьная, - ул. Юбилейная. |